# Have You Ever Seen the Rain?
Have You Ever Seen the Rain? és una cançó escrita per John Fogerty inclosa a l'àlbum Pendulum de l'any 1970, del mític grup de rock americà Creedence Clearwater Revival.
La cançó va assolir el #8 en la llista de la Billboard Hot 100 el 1971. Alguns han especulat que la lletra de la cançó es refereix a la guerra del Vietnam, amb la "pluja" com una metàfora de les bombes que cauen del cel.
En el seu examen de la cançó per al lloc web d'Allmusic, Mark Deming suggereix que la cançó és sobre l'idealisme de la dècada de 1960 desapareixent arran d'esdeveniments com el Concert Lliure d'Altamon i de la Kent State, i tiroteigs que Fogerty està dient que els mateixos temes dels anys 60 encara existia en el decenni de 1970, però que la gent ja no es lluiten per ells. Tanmateix, Fogerty s'ha dit en les entrevistes i abans de tocar la cançó en el concert que la cançó és sobre augment de la tensió dins de CCR i la imminent partida del seu germà Tom de la banda.
John Fogerty va rellançar una versió en viu de la cançó a The Long Road Home - IN Concert DVD que va ser gravat al Teatre Wiltern a Los Angeles, Califòrnia el 15 de setembre de 2005.

## Versions
- Sass Jordan
- Boney M
- Bonnie Tyler
- Dancing Mood amb Vicentico
- Dr. Sense
- Emmerson Nogueira
- Hi-Standard
- Héroes del Silenci
- Joan Jett
- Pholhas
- Melanie Safka
- The Minutemen
- R.E.M.
- Rod Stewart
- Smokie
- Spin Doctors
- Teenage Fanclub
- The Fray
- The Jeevas
- The Ventures
- Reginaldo Rossi
- Rise Against
- The Ramones
- JuJu Stulbach de The Mosquitos
- The Low Life
- Justice Friends
- Ivette Nadal